# Damian Kokonesi
Damian Kokonesi (n. 26 octombrie 1886, Llëngë⁠(d), Districtul Pogradec, regiunea Korçë, Albania – d. 8 octombrie 1973, Pogradeci, regiunea Korçë, Albania) a fost un episcop al Bisericii Ortodoxe Albaneze.
Kokonesi a fost mai întâi episcop al Bisericii Ortodoxe din Grecia, dar după proclamarea autocefaliei Bisericii Ortodoxe din Albania a devenit episcop al acestei biserici. După moartea arhiepiscopului Pashko Vodica în 1966 a devenit întâistătătorul acestei biserici. După ce regimul comunist al lui Enver Hoxha a scos religia în afara legii, Kokonesi a fost arestat în 1967. După eliberarea din închisoare a murit la domiciliul său, în 1973.